# Punti mobili di raccolta
I punti mobili di raccolta, denominati anche isole ecologiche mobili o isole ecologiche itineranti, sono delle isole ecologiche a carattere temporaneo, costituite da piccoli furgoni che alcuni comuni posizionano, in determinati orari ed in determinati giorni della settimana, in luoghi prestabiliti. 
I cittadini possono portare i rifiuti differenziati presso i punti mobili di raccolta solo in quegli orari e giorni. Vicino al furgone c'è di solito un addetto per il ritiro dei rifiuti. Con questa modalità spariscono i cassonetti di rifiuti differenziati e non dalle strade.

## La sperimentazione a Roma
A Roma, a partire dal 2010, nei quartieri di Prati Fiscali, Tuscolano-Don Bosco, Laurentino 38, Appio-Tuscolano, Marconi e Aurelio-Irnerio, AMA aveva predisposto il ritiro l'organico e l'indifferenziato con i punti mobili di raccolta. Pertanto, in queste zone non vi erano più i cassonetti verdi o neri per l'indifferenziato.
A partire da aprile 2012 a Trastevere sono stati impiegati i punti mobili di raccolta per il multimateriale (vetro, plastica e metalli) e la carta.
A seguito di problemi con i punti mobili di raccolta nella zona Marconi sono stati ripristinati i cassonetti per l'indifferenziato per le strade, pur mantenendo i punti mobili di raccolta